# Vùng Đại Boston
Vùng Đại Boston (tiếng Anh: Greater Boston) là khu vực của Thịnh vượng chung Massachusetts nằm xung quanh thành phố Boston. Do không rõ ràng trong việc sử dụng, kích thước của khu vực được gọi để có thể được bất cứ nơi nào giữa rằng các vùng thống kê đô thị (MSA) Boston và là vùng thống kê của thành phố kết hợp (CSA) bao gồm các khu vực Metro Providence, Rhode Island và Worcester, Massachusetts.
Ngược lại, Metro Boston thường được dành riêng để biểu "cốt lõi bên trong" xung quanh thành phố Boston, trong khi "Vùng Đại Boston" thường ít nhất là chồng chéo Shores Bắc và Nam, cũng như MetroWest và Merrimack Valley.
Vùng Đại Boston là vùng đô thị đông dân thứ mười trong các vùng đô thị Hoa Kỳ với 4,6 triệu người theo điều tra dân số Hoa Kỳ năm 2010 và được xếp hạng thứ năm trong số của CSA, có hơn 7,6 triệu người.
Vùng Đại Boston có các địa danh có tầm quan trọng lịch sử nước Mỹ và phát triển, đặc biệt là các cuộc cách mạng Mỹ, quyền dân sự, văn học và chính trị, là một trong những trung tâm của quốc gia giáo dục, tài chính, ngành công nghiệp, du lịch, với tổng sản phẩm đô thị lớn thứ 6 Hoa Kỳ và lớn thứ 12 trên thế giới.